# Верховный трибунал апостольской сигнатуры
Верховный трибунал апостольской сигнатуры (лат. Supremum Tribunal Signaturae Apostolicae) — высший суд в системе судопроизводства Римско-католической Церкви, обеспечивающий также контроль за должным совершением правосудия в Церкви.

## История
Название происходит от лат. signatura (дословно "то, что должно быть подписано", имеется в виду подпись Папы римского на прошениях по вопросам правосудия и милости). Уже в XIII веке существовала группа кардиналов и капелланов (cardinales auditores, cappellani auditores), которым был поручен приём прошений, а при них были докладчики (referendarii). С конца XV века право подписи по некоторым прошениям было доверено этим докладчикам, существовал также особый орган — Сигнатура милости и поручений. В начале XVI века Папа Юлий II разделил его на два органа — Сигнатура правосудия и Сигнатура милости, каждый во главе со свои кардиналом-префектом. Сигнатура милости была в конце XVI века преобразована в конгрегацию и утратила своё значение. Сигнатура правосудия стала собственно судебным органом, в котором в середине XVII века Папа Александр VII установил коллегию докладчиков с правом голоса. С развитием других судов Святого Престола (Трибунал Священной Римской Роты) значение Апостольской Сигнатуры уменьшалось, она стала кассационной инстанцией, в том числе по делам светского судопроизводства Папского государства.
Папа Пий X в 1908 году восстановил единый Верховный Трибунал Апостольской Сигнатуры, как группу кардиналов во главе с префектом, выполняющих функцию высшего коллегиального суда в церковном правосудии, а в 1915 году Папа Бенедикт XV восстановил также коллегию докладчиков с правом голоса и простых докладчиков — как консультативные органы.

## Современное состояние
В настоящее время задачи Верховного Трибунала Апостольской Сигнатуры определяются апостольской конституцией "Pastor Bonus"  / "Пастырь Добрый"  (1988 год), а правила работы регулируются собственным церковным законом. Верховный Трибунал Апостольской Сигнатуры возглавляет префект, в состав Верховного Трибунала Апостольской Сигнатуры входят кардиналы и епископы, назначенные Папой римским, в качестве консультантов выступают докладчики.
Работа Верховного Трибунала Апостольской Сигнатуры проводится по трём секциям — собственно судебной, административного производства и управления всей системой церковного правосудия. Верховный Трибунал Апостольской Сигнатуры выступает в качестве высшей судебной инстанции, рассматривая вопросы о недействительности приговоров о принятии дел к повторному рассмотрению при открытии новых обстоятельств, о протестах против судей Трибунала Священной Римской Роты, о конфликтах полномочий между судами (см: Кодекс канонического права, канон 1416). 
В качестве административного суда Верховный Трибунал Апостольской Сигнатуры рассматривает протесты против административных церковных актов, включая решения по административным делам, переданным на её рассмотрение Папой или подразделениями Римской курии. Обеспечивая должное совершение правосудия во всей церкви, Верховный Трибунал Апостольской Сигнатуры даёт разрешение на расширение компетенции отдельных церковных судов, способствует созданию межепархиальных и региональных судов (согласно канонам 1423, 1439).

## Чиновники Верховного Трибунала Апостольской Сигнатуры
| - Секретарь Верховного Трибунала — титулярный епископ Черветери Андреа Рипа (26 января 2022); - Укрепитель правосудия — преподобнейший монсеньор Джанпаоло Монтини (12 апреля 2008); - Защитник Уз — преподобнейший монсеньор Джозеф Р. Пандерсон (1995); - Заместитель Укрепителя правосудия — преподобнейший монсеньор Николаус Шёх (19 июня 2009); - Заместитель Укрепителя правосудия — преподобнейший монсеньор Павел Малеха (30 апреля 2012). |

## Нынешние члены Трибунала
Следующие прелаты — нынешние члены Трибунала апостольской сигнатуры:
- кардинал Доминик Мамберти, префект (с 2014 года);

- кардинал Петер Эрдё (с 2004 года);
- кардинал Леонардо Сандри с (2011 года);
- кардинал Джузеппе Версальди (с 2008 года);
- кардинал Рэймонд Лео Берк (с 2017 года);
- кардинал Хуан Хосе Омелья Омелья (с 2017 года)[1];
- кардинал Джозеф Уильям Тобин, C.SS.R. (с 2021 года)[2];
- кардинал Джеймс Майкл Харви (с 2021 года)[2];
- кардинал Герхард Людвиг Мюллер (с 2021 года)[2];
- кардинал Марио Грек (с 2021 года)[2];
- архиепископ Станислав Зволенский (с 2010 года);
- архиепископ Филиппо Янноне, кармелит, (с 2010 года);
- архиепископ Франс Дэннеелс (с 2017 года);
- архиепископ Кирилл Василь иезуит (с 2021 года)[2];
- архиепископ Сельсо Морга Ирусубьета (с 2021 года)[2];
- епископ Фернанду Жосе Монтейру Гимараеш, редемпторист, (с 2010 года);
- епископ Рышард Касина (с 2010 года);
- епископ Йоханнес Виллибрордус Мария Хендрикс (с 2017 года);
- епископ Кристоф Хегге (с 2021 года)[2];
- епископ Марк Леонард Бартчак (с 2021 года)[2];
- епископ Доминикус Мейер, O.S.B. (с 2021 года)[2];
- епископ Андреа Мильявакка (с 2021 года)[2];
- епископ Пьерантонио Паванелло (с 2021 года)[2];
- епископ Эджидио Мираголи (с 2021 года)[2].

## Префекты Верховных трибуналов апостольской сигнатуры

### Префекты Верховных трибуналов апостольской сигнатуры милости и справедливости
...
- кардинал Лоренцо Кампеджо (1 декабря 1519 — 19 июля 1539);
- кардинал Никколо Ардингелли (1 мая 1545 — 23 августа 1547);
- кардинал Джованни Анджело Медичи (21 июля 1550 — 16 октября 1557);
- кардинал Антонио Тривульцио младший (16 октября 1557 — 25 июня 1559);

...
- кардинал Людовико Симонетта (8 июня 1563 — 30 апреля 1568);
- кардинал Джанпаоло делла Кьеза (3 мая 1568 — 11 января 1575);
- кардинал Гвидо Асканио Сфорца ди Санта Фьора (12 января 1575 — 16 мая 1581);
- кардинал Алессандро Риарио (16 мая 1581 — 18 июля 1585);
- кардинал Джованни Баттиста Каструччи (18 июля 1585 — 19 июля 1591);
- кардинал Паоло Эмилио Сфондрати (19 июля 1591 — 23 декабря 1599);
- кардинал Чинцио Пассери Альдобрандини (23 декабря 1599 — 1 января 1610);
- кардинал Маффео Барберини (8 января 1610 — 6 августа 1623);
- кардинал Франческо Барберини старший (13 октября 1623 — 18 марта 1628);
- кардинал Антонио Барберини младший (18 марта 1628 — декабрь 1632);
- кардинал Берлингерио Джесси (2 ноября 1633 — 6 апреля 1639);
- кардинал Джулио Чезаре Саккетти (22 июня 1640 — 10 октября 1645);
- кардинал Камилло Франческо Мария Памфили (10 октября 1645 — 21 января 1647);
- кардинал Бенедетто Одескальки (22 января 1647 — 4 апреля 1650);

...
- кардинал Флавио Киджи (28 июля 1661 — 20 декабря 1667);
- кардинал Джакомо Роспильози (20 декабря 1667 — 2 февраля 1684);
- кардинал Бенедетто Памфили (23 марта 1685 — 23 августа 1693);
- кардинал Фульвио Асталли (24 сентября 1693 — 16 мая 1696);
- кардинал Джованни Джакомо Каваллерини (16 мая 1696 — 18 февраля 1699);
- кардинал Фабрицио Спада (4 декабря 1700 — 15 июня 1717);
- кардинал Бернардино Скотти (26 ноября 1718 — 16 ноября 1720);
- кардинал Лоренцо Корсини (22 ноября 1720 — 12 июля 1730);
- кардинал Аламанно Сальвиати (27 июля 1730 — 24 февраля 1733);
- кардинал Нери Мария Корсини (2 марта 1733 — 6 декабря 1770);
- кардинал Андреа Корсини (6 декабря 1770 — 18 января 1795);
- кардинал Леонардо Антонелли (27 февраля 1795 — 26 декабря 1801);
- кардинал Эрколе Консальви про-префект (26 декабря 1801 — 6 сентября 1805), префект (6 сентября 1805 — 10 мая 1817);
- кардинал Антонио Дуньяни (16 марта 1817 — 19 октября 1818);
- кардинал Диего Иннико Караччоло (14 декабря 1818 — 24 января 1820);
- кардинал Джованни Баттиста Кварантотти (10 мая 1820 — 15 сентября 1820);
- кардинал Пьерфранческо Галлеффи (20 декабря 1820 — 15 января 1825);
- кардинал Джузеппе Мария Спина (15 января 1825 — 13 ноября 1828);
- кардинал Джованни Франческо Фальцакаппа (7 января 1829 — 18 ноября 1840);
- кардинал Джованни Качча Пьятти (7 января 1829 — 15 сентября 1833);
- кардинал Антонио Паллотта (19 июля 1833 — 19 июля 1834);
- кардинал Луиджи Боттилья Савоулекс (27 ноября 1834 — 14 сентября 1836);
- кардинал Франческо Тибери Контильяно (22 февраля 1837 — 28 октября 1839);
- кардинал Винченцо Макки (15 сентября 1841 — 27 июня 1854);
- кардинал Марио Маттей (4 июля 1854 — 3 февраля 1858);
- кардинал Пьетро Марини (3 февраля 1858 — 19 августа 1863);
- кардинал Камилло ди Пьетро (29 августа 1863 — 1867);
- кардинал Карло Саккони (20 декабря 1867 — 2 июня 1877);
- кардинал Теодольфо Мертэль (2 июня 1877 — 29 июня 1879);
- кардинал Карло Луиджи Морикини (15 июля 1878 — 26 апреля 1879);
- кардинал Луиджи Серафини (13 мая 1884 — 31 июля 1885);
- кардинал Исидоро Верга (31 июля 1885 — 12 ноября 1888);
- кардинал Луиджи Паллотти (20 февраля 1889 — 31 июля 1890);

...

### Префекты Верховного трибунала апостольской сигнатуры
- кардинал Винченцо Ваннутелли (20 октября 1908—15 декабря 1914);
- кардинал Микеле Лега (15 декабря 1914—20 марта 1920);
- кардинал Аугусто Силий (20 марта 1920—26 февраля 1926);
- кардинал Франческо Рагонези (9 марта 1926—14 сентября 1931);
- кардинал Бонавентура Черретти (12 октября 1931—8 мая 1933);
- кардинал Энрико Гаспарри (18 мая 1933—20 мая 1946);
- кардинал Массимо Массими (29 мая 1946—6 марта 1954);
- кардинал Джузеппе Бруно (20 марта—10 ноября 1954);
- кардинал Гаэтано Чиконьяни (18 ноября 1954—14 ноября 1959);
- кардинал Франческо Роберти (14 ноября 1959—24 марта 1969);
- кардинал Дино Стаффа (26 марта 1969—7 августа 1977);
- кардинал Перикле Феличи (13 сентября 1977—22 марта 1982);
- кардинал Аурелио Сабаттани (17 мая 1982—1 июля 1988);
- кардинал Акилле Силвестрини (1 июля 1988—24 мая 1991);
- кардинал Джильберто Агустони (2 апреля 1992—5 октября 1998);
- кардинал Зенон Грохолевский (5 октября 1998—15 ноября 1999);
- кардинал Марио Помпедда (15 ноября 1999—27 мая 2004);
- кардинал Агостино Валлини (27 мая 2004—27 июня 2008);
- кардинал Рэймонд Лео Берк (27 июня 2008—8 ноября 2014);
- кардинал Доминик Мамберти (8 ноября 2014—по настоящее время).